# Željko Vincek
Željko Vincek (16. lipnja 1986. - ) je hrvatski sprinter specijaliziran za utrku na 400 metara, osvajač zlata na Europskom juniorskom prvenstvu u Kaunasu 2005. i srebra na Mediteranskim igrama u Almeriji 2005. Na 65. Memorijalu Borisa Hanžekovića u Zagrebu 2015., osvojio je prvo mjesto u utrci na 400 metara s vremenom od 47,70 s.

## Rekordi
Svoj osobni rekord na 400 metara istrčao je u Debrecenu 2007. s vremenom od 45,69 s.
Osim osobnog, Vincek je "vlasnik" sedam hrvatskih trkačkih atletskih rekorda: